# Jeux olympiques spéciaux
Ne doit pas être confondu avec Jeux paralympiques ou Deaflympics.

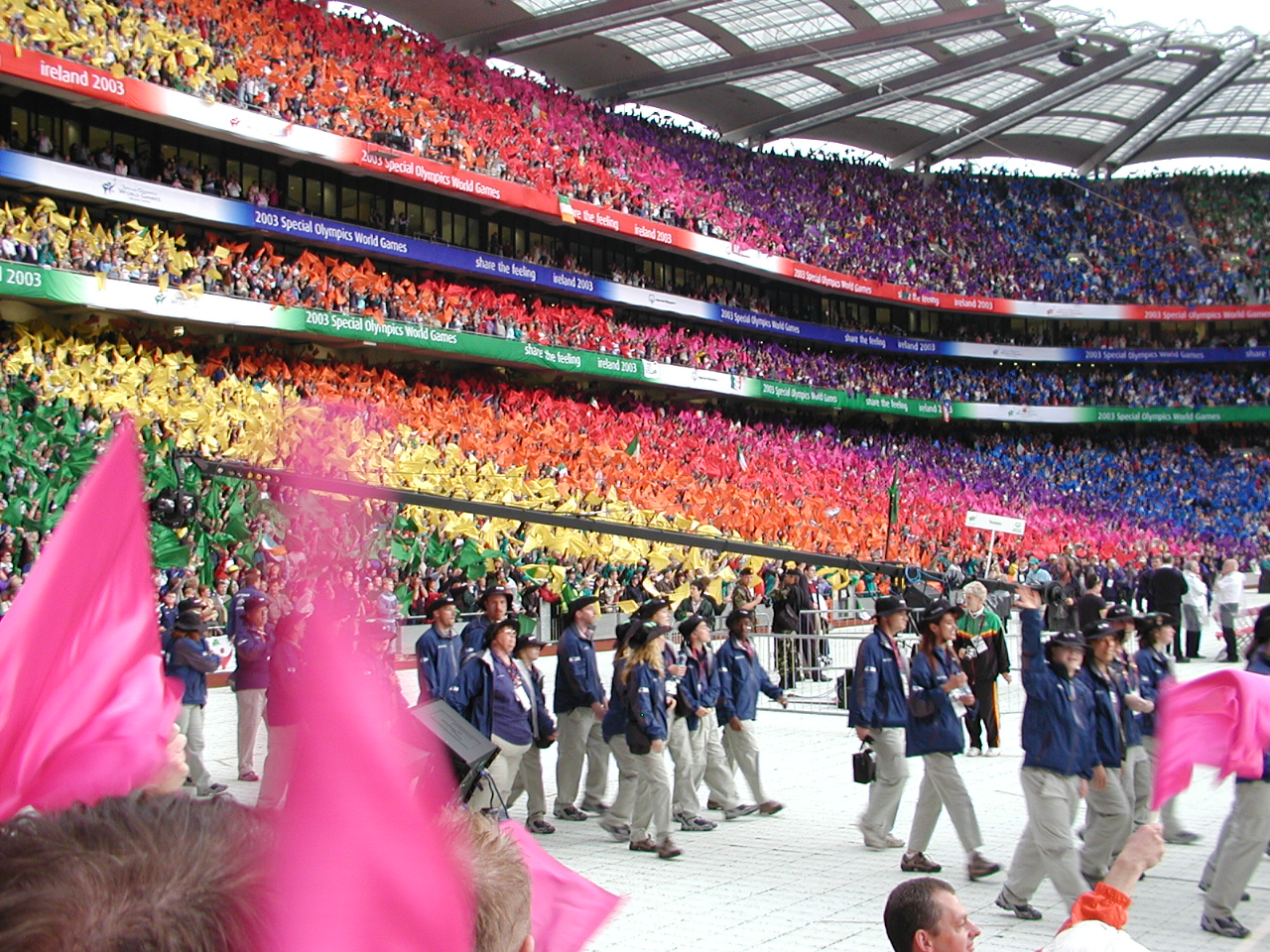
La foule lors de la cérémonie d'ouverture des Jeux olympiques spéciaux d'été de 2003 à Croke Park, Dublin, Irlande.

Inspirés des Jeux olympiques, les Jeux olympiques spéciaux s'adressent à des personnes souffrant d'un handicap mental âgées de 8 à 80 ans. L'accent est mis sur la participation de chacun plutôt que sur l'exploit sportif.

## Histoire
Les Jeux olympiques spéciaux ont été créés par Eunice Kennedy Shriver, sœur du président américain John Fitzgerald Kennedy. Une de leurs sœurs, Rosemary Kennedy souffrait d'un handicap à la suite d'une lobotomie. En 1957, Eunice Kennedy Shriver prend la direction de la Fondation Joseph P. Kennedy Jr. en faveur des personnes en situation de handicap mental (auparavant « déficience intellectuelle »). En juin 1961, elle organise un camp sportif pour une trentaine de personnes dans sa maison dans le Maryland. Les années suivantes, d'autres « camps Shriver » suivent.
En juillet 1968, les premiers Jeux olympiques spéciaux ont lieu à Chicago. Près de 1 000 athlètes en provenance du Canada et des États-Unis participent à des épreuves de natation, d’athlétisme et de hockey en salle.
Les Jeux olympiques spéciaux arrivent au Canada grâce à Harry Foster qui, ayant assisté aux Jeux à Chicago, voit dans le mouvement une chance d'améliorer la vie des Canadiens ayant un handicap mental. Dès son retour, il entreprend de jeter les bases canadiennes du mouvement.
La première édition des Jeux olympiques spéciaux d’hiver se déroule du 5 février au 11 février 1977 à Colorado Springs, aux États-Unis.
En 1988, le Comité international olympique (CIO) reconnaît officiellement les Jeux olympiques spéciaux.
En 1988, ce mouvement, sous l’égide de la fédération du Sport Handicap, « s’importe » en Suisse. En 1991, c’est la première participation helvétique aux 8es Jeux olympiques spéciaux (Minneapolis). Cette dynamique permet en 1993 de développer 11 manifestations sur l’ensemble du territoire, suivies, l’année suivante, de 25 autres pour aujourd’hui revendiquer 60 compétitions annuelles dans 16 sports différents.

## Mouvement desSpecial Olympics

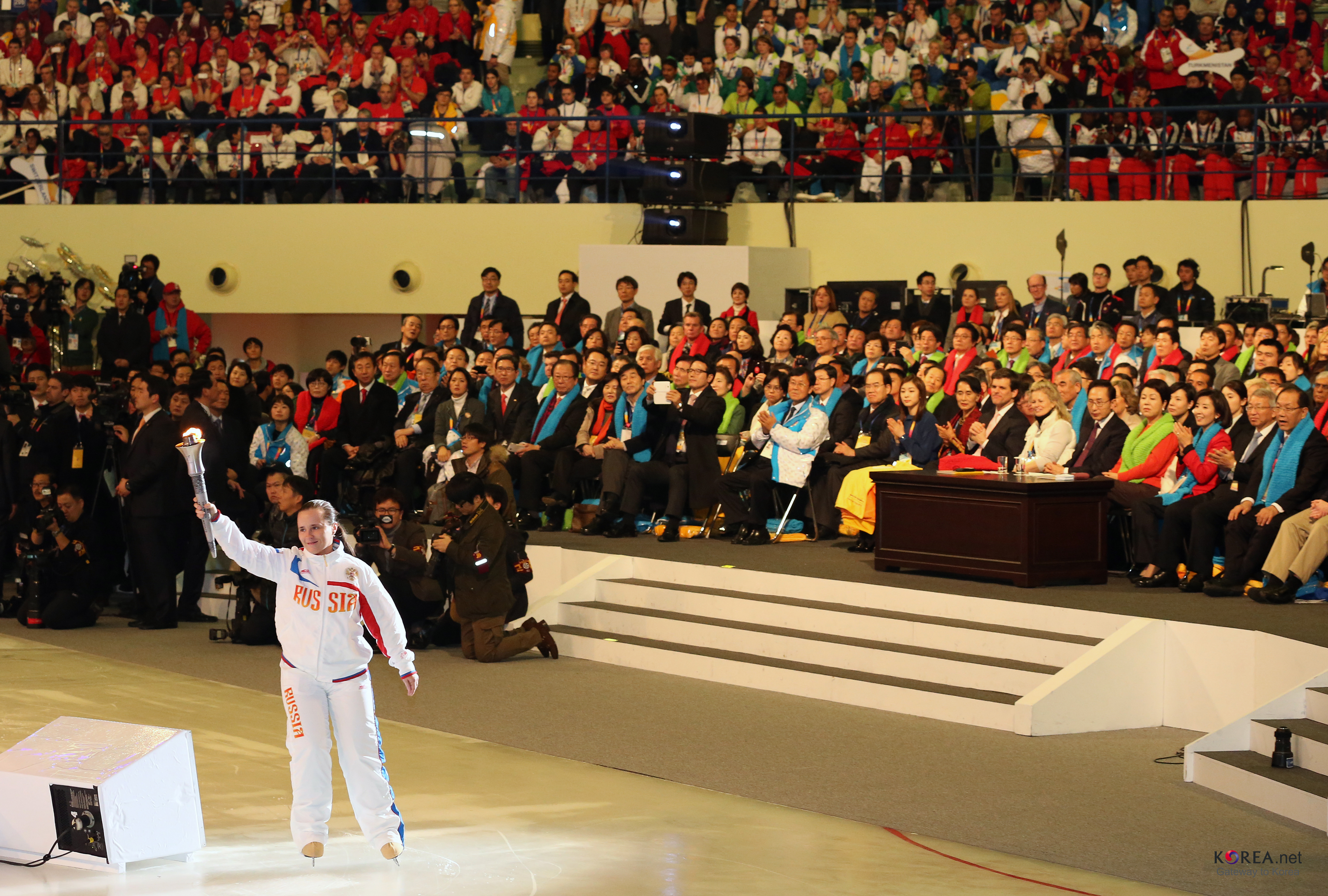
L'arrivée de la flamme lors de la cérémonie d'ouverture des Jeux de 2013.

Les Jeux olympiques spéciaux ont pour but de permettre aux personnes en situation de handicap de s'épanouir par le sport. Les personnes en situation de handicap tirent des Jeux olympiques spéciaux des bénéfices à la fois physiques, mentaux, sociaux et spirituels. La communauté peut également mieux comprendre et accepter le handicap mental à travers ces événements.
La devise des Jeux olympiques spéciaux est : « Donnez-moi l'occasion de gagner. Mais si je n'y arrive pas, donnez-moi la chance de concourir avec courage ». Le président des Jeux olympiques spéciaux est Timothy Perry Shriver, fils de la fondatrice Eunice Kennedy Shriver. Le siège du mouvement se situe à Washington aux États-Unis.
L'organisation Special Olympics est implantée dans plus de 170 pays et concerne plus de quatre millions de sportifs. Plus de 30 sports sont inscrits aux programmes des Jeux. Tous les quatre ans sont organisés les Jeux olympiques spéciaux d'hiver (avec 2 500 sportifs) en alternance avec les Jeux olympiques spéciaux d'été (avec 7 000 sportifs). L'organisation s'occupe également de l'entraînement des sportifs et de 15 000 compétitions locales, régionales ou internationales.
En France, le mouvement des Special Olympics est actif depuis 30 ans[Quand ?] pour permettre aux personnes en situation de handicap d'avoir accès au sport et organiser des rencontres sportives. Il collabore avec l'Unapei (Union nationale des associations de parents, de personnes handicapées mentales et de leurs amis ; anciennement : Union nationale des associations de parents d'enfants inadaptés).

## Règles et sports pratiqués
Lors des Jeux olympiques spéciaux, tous les athlètes reçoivent une médaille pour leur participation. De multiples sports olympiques sont pratiqués :
- Des sports d'été : athlétisme, badminton, basket-ball, boccia (sport ressemblant aux boules), bowling, cyclisme, équitation, football, golf, gymnastique, haltérophilie, handball, natation, patinage à roulettes, softball (sport ressemblant au baseball), tennis, tennis de table, voile, volley-ball, judo
- Des sports d'hiver : hockey en salle (sur un plancher en bois), patinage artistique, patinage de vitesse, courses de raquettes, ski alpin, ski de fond, snowboard

La participation est en général gratuite pour les enfants et les adultes ayant un handicap mental (en Suisse la participation coûte 100 CHF). Ils peuvent participer quel que soit leur niveau sportif. Pour une question d'équité, les athlètes sont répartis selon leur situation de handicap en « divisions », avec d'autres sportifs aux capacités équivalentes.
Les Jeux olympiques spéciaux sont à différencier des Jeux paralympiques destinés uniquement à des athlètes en situation de handicap physique ou esthétique qui sont sélectionnés pour participer aux épreuves.

## Localisation des éditions des Jeux olympiques spéciaux

### Liste des Jeux olympiques spéciaux d'été
| Année     | Ville                                      | Pays                | Nombre de pays | Nombre d'athlètes |
| --------- | ------------------------------------------ | ------------------- | -------------- | ----------------- |
| 1968 (en) | Chicago                                    | États-Unis          | 2              | 1 000             |
| 1970 (en) | Chicago                                    | États-Unis          | 8              | 2 000             |
| 1972 (en) | Los Angeles                                | États-Unis          | 8              | 2 500             |
| 1975 (en) | Mount Pleasant                             | États-Unis          | 10             | 3 200             |
| 1979 (en) | Brockport                                  | États-Unis          | 20             | 3 500             |
| 1983 (en) | Bâton-Rouge                                | États-Unis          | ?              | 4 000             |
| 1987 (en) | South Bend                                 | États-Unis          | 70             | 4 700             |
| 1991 (en) | Minneapolis-Saint Paul                     | États-Unis          | 100            | 6 000             |
| 1995 (en) | New Haven                                  | États-Unis          | 143            | 7 000             |
| 1999 (en) | Triangle de Raleigh, Durham et Chapel Hill | États-Unis          | 150            | 7 000             |
| 2003 (en) | Dublin                                     | Irlande             | 150            | 6 500             |
| 2007 (en) | Shanghai                                   | Chine               | 164            | 7 500             |
| 2011 (en) | Athènes                                    | Grèce               | 180            | 7 000             |
| 2015 (en) | Los Angeles                                | États-Unis          | 170            | 7 000             |
| 2019      | Abu Dhabi                                  | Émirats arabes unis | 190            | 7 500             |
| 2023 (en) | Berlin                                     | Allemagne           | 178            | 6 500             |
| 2027 (en) | Santiago                                   | Chili               |                |                   |

### Liste des Jeux olympiques spéciaux d'hiver

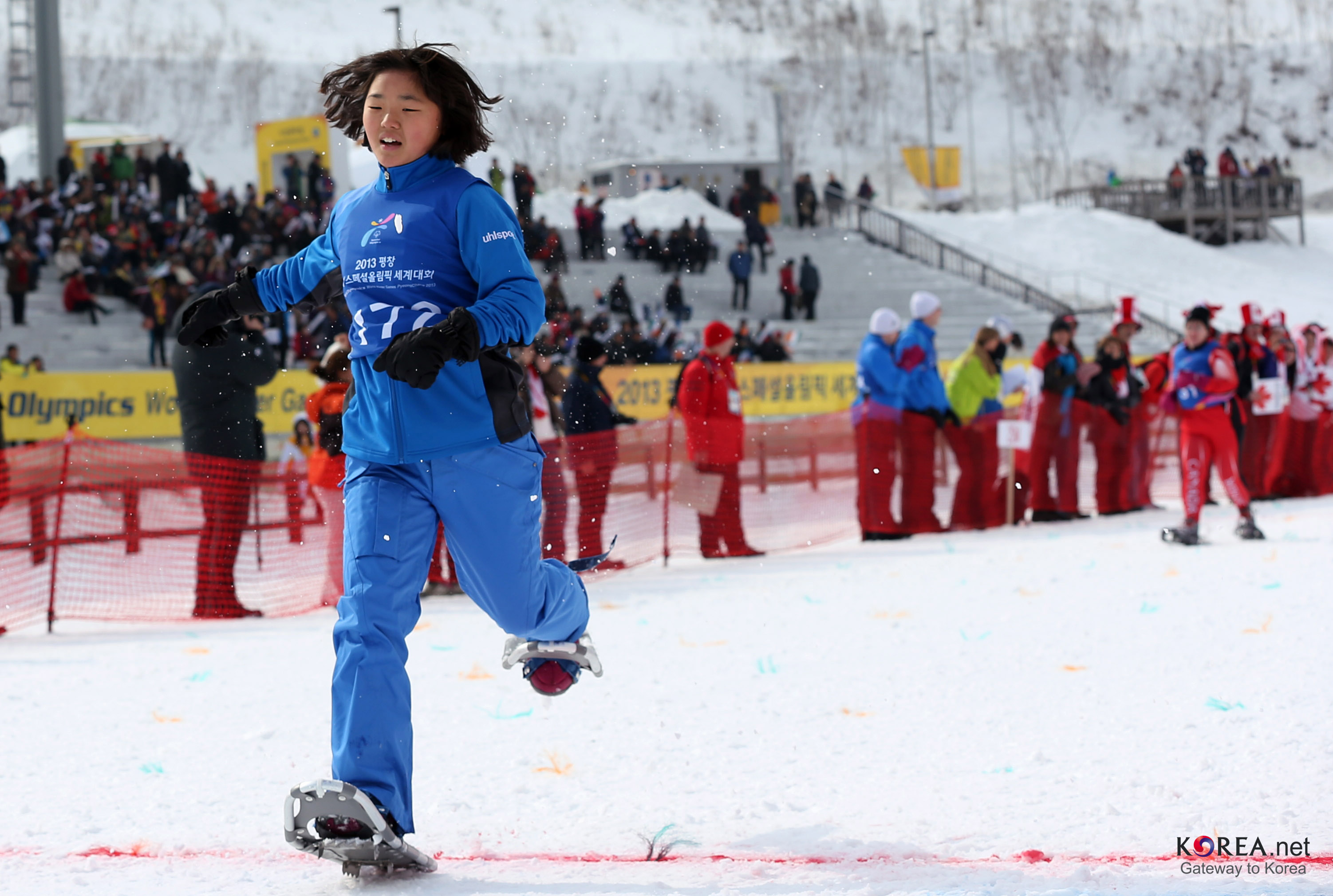
Une athlète à Pyeongchang en 2013.

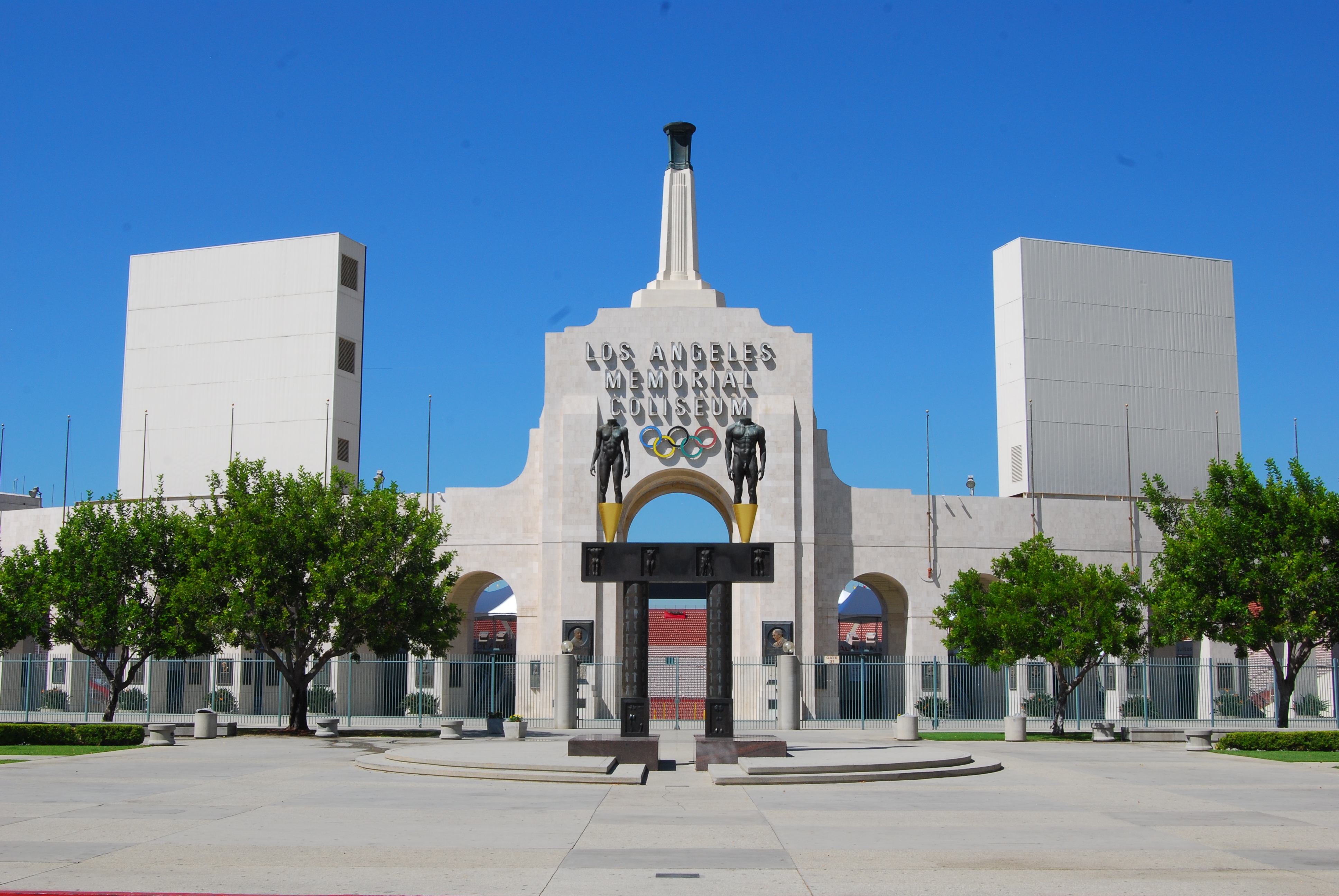
Le Memorial Coliseum où se tiennent la cérémonie d'ouverture et certaines épreuves des Jeux olympiques spéciaux d'été de 2015.

| Année     | Ville                      | Pays         | Nombre de pays | Nombre d'athlètes |
| --------- | -------------------------- | ------------ | -------------- | ----------------- |
| 1977 (de) | Steamboat Springs          | États-Unis   | 7              | 500               |
| 1981 (de) | Smugglers' Notch et Stowe  | États-Unis   | 8              | 600               |
| 1985 (de) | Park City                  | États-Unis   | 14             | 750               |
| 1989 (de) | Reno et Lac Tahoe          | États-Unis   | 18             | 1 000             |
| 1993 (de) | Salzbourg et Schladming    | Autriche     | 50             | 1 600             |
| 1997 (de) | Toronto et Collingwood     | Canada       | 73             | 2 000             |
| 2001 (de) | Anchorage                  | États-Unis   | 70             | 1 800             |
| 2005 (de) | Nagano                     | Japon        | 84             | 1 800             |
| 2009 (de) | Boise                      | États-Unis   | 100            | 2 000             |
| 2013 (de) | Pyeongchang                | Corée du Sud | 120            | 3200              |
| 2017 (de) | Schladming, Graz et Ramsau | Autriche     | 110            | 3000              |
| 2023      | Kazan (annulés)            | Russie       | NC             | NC                |
| 2025 (de) | Turin                      | Italie       |                |                   |
| 2029 (de) | Zurich                     | Suisse       |                |                   |

## Jeux olympiques spéciaux d'été de 2015
Les Jeux olympiques spéciaux de 2015 sont organisés par Los Angeles du 25 juillet au 2 août. Près de 30 000 bénévoles participent à l'accueil des 6 500 athlètes et 2 000 entraîneurs participant et à la préparation des compétitions. Parmi les différents sites accueillant les Jeux 2015 se trouve le Memorial Coliseum, dans lequel se sont déroulés les Jeux olympiques d'été de 1932 et de 1984.